# Базика Дмитро Анатолійович
Дмитро́ (Димитрій) Анато́лійович Бази́ка (нар. 7 листопада 1952) — український імунолог-алерголог, доктор медичних наук (1993), лавреат Державної премії України у галузі науки і техніки (2007), заслужений діяч науки і техніки України (2012), академік НАМНУ (2017). Директор Національного наукового центру радіаційної медицини, гематології та онкології НАМН України (з 2011).

## Життєпис
Народився 1952 року в місті Одеса; син лікаря-дерматовенеролога Анатолія Базики.
1976 року закінчив Запорізький медичний інститут. Працював лікарем в 1977—1979 та 1982—1984 роках. Протягом 1984—1987 років — старший науковий співробітник науково-дослідницької лабораторії Київського медичного інституту; з 1987 по 1993 рік — науковий співробітник лабораторії клінічної імунології Наукового центру радіаційної медицини
1993 року здобув вчене звання доктора медичних наук, від того ж року й до 2000-го — завідувач лабораторії імуноцитології, від 2001-го — завідувач відділу клінічної імунології Інституту клінічної радіології Наукового центру радіаційної медицини АМНУ. Одночасно від 2000 року — перший заступник директора цього ж Центру. У 2011 році обраний генеральним директором.
Лавреат Державної премії України у галузі науки і техніки 2007 року — «За визначення механізмів радіоіндукованих онкогематологічних та онкологічних ефектів Чорнобильської катастрофи, розробку і впровадження новітніх технологій медичного захисту постраждалих»; співавтори Бебешко Володимир Григорович, Богданова Тетяна Іванівна, Бруслова Катерина Михайлівна, Епштейн Овсій Володимирович, Омельянець Микола Іванович, Романенко Аліна Михайлівна, Тронько Микола Дмитрович.
2012 року вдостоєний почесного звання заслуженого діяча науки і техніки України.
Від 2017 року — академік НАМНУ.

## Наукова діяльність
Дослідження полягають в царині дерматології та присвячені вивченню патоморфології хронічних дерматозів (зокрема червоний плоский лишай) та розробці методів патогенетичної терапії.
Займається дослідженнями особливостей рецепторного апарату та функціоної активності клітин крові при ранніх та відстрочених наслідках опромінення у потерпілих унаслідок Чорнобильської катастрофи. Вивчає зміни нейроімунної взаємодії після опромінення та рецепцію лімфоцитами гормонів. Чк науковець встановив типи нейропептидної регуляції периферійного пулу імунних клітин.
Серед винаходів:
- «Спосіб діагностики ризику розвитку онкопульмонологічних захворювань у хворих на хронічне обструктивне захворювання легенів, які зазнали інгаляційного надходження радіонуклідів», 2012, співавтори, Швайко Людмила Іванівна, Сушко Віктор Олександрович, Базика Костянтин Дмитрович.

Серед робіт:
- «Динаміка морфологічних змін шкіри в різних стадіях та при різних формах червоного плоского лишая», 1976
- «Чорнобильська атомна електростанція — Славутич: медичні аспекти», 1996 (співавтор)
- «Children after Chernobyl: immune cells adaptive changes and Stable alterations under low-dose irradiation», 1997 (співавтор)
- «Імунна система. Гостра променева хвороба», 1998
- «Йонізуючі випромінення та нейроімунологія», 1998
- «Імунологічна реабілітація хворих на енцефалопатії при професійному опроміненні» 1999, (співавтор).